# Jean Chrysostôme Dabas
Pour les articles homonymes, voir Dabas.
Jean Chrysostôme Dabas, né le 8 mai 1810 à Paris et mort le 18 septembre 1878 à Bordeaux, est un critique littéraire français, professeur de littérature ancienne et recteur d'académie.

## Biographie
Fils d'Antoine Dabas, entrepreneur de maçonnerie, et de Antoinette Soury, Jean Chrysostôme Dabas fait ses études au collège Louis-le-Grand et au collège Saint-Louis de Paris. En 1829, il intègre l'école normale supérieure. Il obtiendra ses grades universitaires en licence ès lettres (1829) et doctorat ès-lettres (Paris, 25 juillet 1832). Quelques mois plus tard, il soutient son agrégation des lettres (1832), avec une thèse de littérature sur Aristophane . La thèse philosophique en latin porte sur Dissertationem de gnomica Graecorum philosophia.

Par la suite, il travaille successivement comme professeur au collège royal de Tours (1832), au collège royal de Nîmes (1833), au collège royal d'Orléans (1834), et enfin se pose comme professeur de littérature ancienne à la faculté des lettres de Bordeaux. il enseigne pendant 37 ans de 1838 à 1875.
En 1851, il est élu doyen de la faculté de Bordeaux et remplace Joseph François Rabanis (1798-1861), professeur d’Histoire. En août 1875, il est nommé recteur d'académie et succède à Jean Marie François Séguin (1823-1913). Il occupe ce poste jusqu'à sa retraite le 7 mai 1878.

En 1878, très apprécié par ses collègues et ses élèves pour son éloquence, il demandera à son ami le Cardinal  
Ferdinand-François-Auguste Donnet, archevêque de Bordeaux, d'intercéder en sa faveur contre son assignation de mise à la retraite. Le Cardinal s'exprimera en ces termes: « J'apprends avec peine qu'il serait question de mettre notre recteur à la retraite. Monsieur Dabas ne me paraît pas avoir atteint l'âge voulu. [...] Il est très actif et très considéré à Bordeaux ». Rien n'y fit, il avait 68 ans. Il meurt 4 mois et 11 jours plus tard.

Profondément croyant, il écrit, en 1845, une thèse sur la place de la femme dans le monde chrétien par une interprétation personnelle du Livre de la Genèse. Selon lui, la femme ne peut pas être l'esclave de l'homme (ce dernier étant lui-aussi, en moindre mesure, responsable de sa chute), car elle a été son égale originel; mais elle se doit de contrition et de soumission à Dieu qui seul peut recevoir sa rédemption. Ainsi, elle pourra retrouver sa condition d'origine.

Conservateur et défenseur de l'ordre établi, il déclarera en 1848, année de révolution, qu'il « n'entendait pas que l'enseignement littéraire dut s'établir sur le terrain toujours dangereux de la politique [...] que la république des lettres put se compromettre dans les querelles particulières de la république démocratique » ; il lèvera le voile de sa pensée un peu plus tard : « [car] le professeur est aussi citoyen, il a sa tribune, et s'il peut la faire servir à répandre quelques idées vraiment sociales au milieu d'un débordement de principes anti-sociaux pourquoi se condamnerait-il à un enseignement purement littéraire ? [...] avec l'Evangile nous sommes sauvés, sans l'Evangile nous périssons ». 

En 1864, il fera une critique acerbe sur l'ouvrage William Shakespeare de Victor Hugo, qu'il qualifiera selon ces termes de « mauvais ».

## Citations
« L'égalité d'origine et de destinée, l'union parfaite et indissoluble. Voilà ce qui est établi tout d'abord par l'œuvre de la création. L'homme qui fournit la matière à l'ouvrier, l'homme qui donne son nom à la femme, paraît bien avoir par là quelque titre à la primauté; mais cette primauté ne constitue pas un droit d'empire : la femme est véritablement la compagne, et on peut dire l'égale de son époux ».

## Promotions
- Licence ès lettres (1829) sont reçus : Alfred Barry; Louis Cappelle; François Collet; Jean Dabas; Alexandre Desmaroux; Emilien Hamel; Alexandre Huguenin; Pierre Lafaist (orthographié parfois Lefaist); Henri Monin; Denis Roux; Jean Baptiste Vendryès.
- Doctorat ès lettres (1832) sont reçus : Alfred Barry (1809-1879), futur professeur à la Faculté des lettres de Toulouse; de Jean Dabas; P. L. Mesnard, futur proviseur de lycée ; Émilien Hamel (1809-1889), futur professeur à la Faculté des Lettres de Toulouse.
- Agrégation des lettres (1832) sont reçu : Jacques Demogeot, Antoine René-Pugin, Jean Dabas, Emilien Hamel, Armand Mondot, Paul Mesnard, Auguste Nisard[4].

## Distinctions
- Officier de la Légion d'honneur (1875)[9]

## Publications principales
- De la déchéance de la femme et de sa réhabilitation par le christianisme, 1846
- Etude sur lucrece et le poème de la nature, 1850
- De la comédie d'Aristophane intitulée « Les Ecclésiazuses, ou l'Assemblée des femmes », 1854
- Du Génie grec et du génie romain, leçon d'ouverture du cours de littérature ancienne à la Faculté des lettres de Bordeaux, 1859
- Étude littéraire sur le caractère et les imitations, 1859
- Callimaque, ou les Poètes du musée d'Alexandrie, 1859
- Rapport sur le concours de poésie de 1860, 1861
- Opuscules académiques, 1863
- Mémoires sur quelques poésies de saint Éphrem, 1864
- A propos de Shakespeare, ou Le nouveau livre de Victor Hugo, 1864
- De l'Argumentation de Platon contre la poésie imitative, épique et dramatique, 1864
- Note sur une question historique soulevée par le poème de Prudence contre Symmaque, 1866
- Du sentiment de la nature dans Homère, 1874